# Uncut Gems
Pour les articles homonymes, voir Uncut.
Pour plus de détails, voir Fiche technique et Distribution.
Uncut Gems est un thriller américain réalisé par Joshua et Ben Safdie, sorti en 2019. Il est d'abord présenté au festival du film de Telluride puis bénéficie d'une sortie limitée en salle aux États-Unis fin 2019, avant de sortir en exclusivité sur Netflix dans le monde en 2020.
Le récit suit Howard Ratner, un propriétaire de bijouterie au sein de Diamond District à New York, et revendeur à ses heures perdues, qui voit sa vie chamboulée lorsque sa marchandise est volée.

## Synopsis

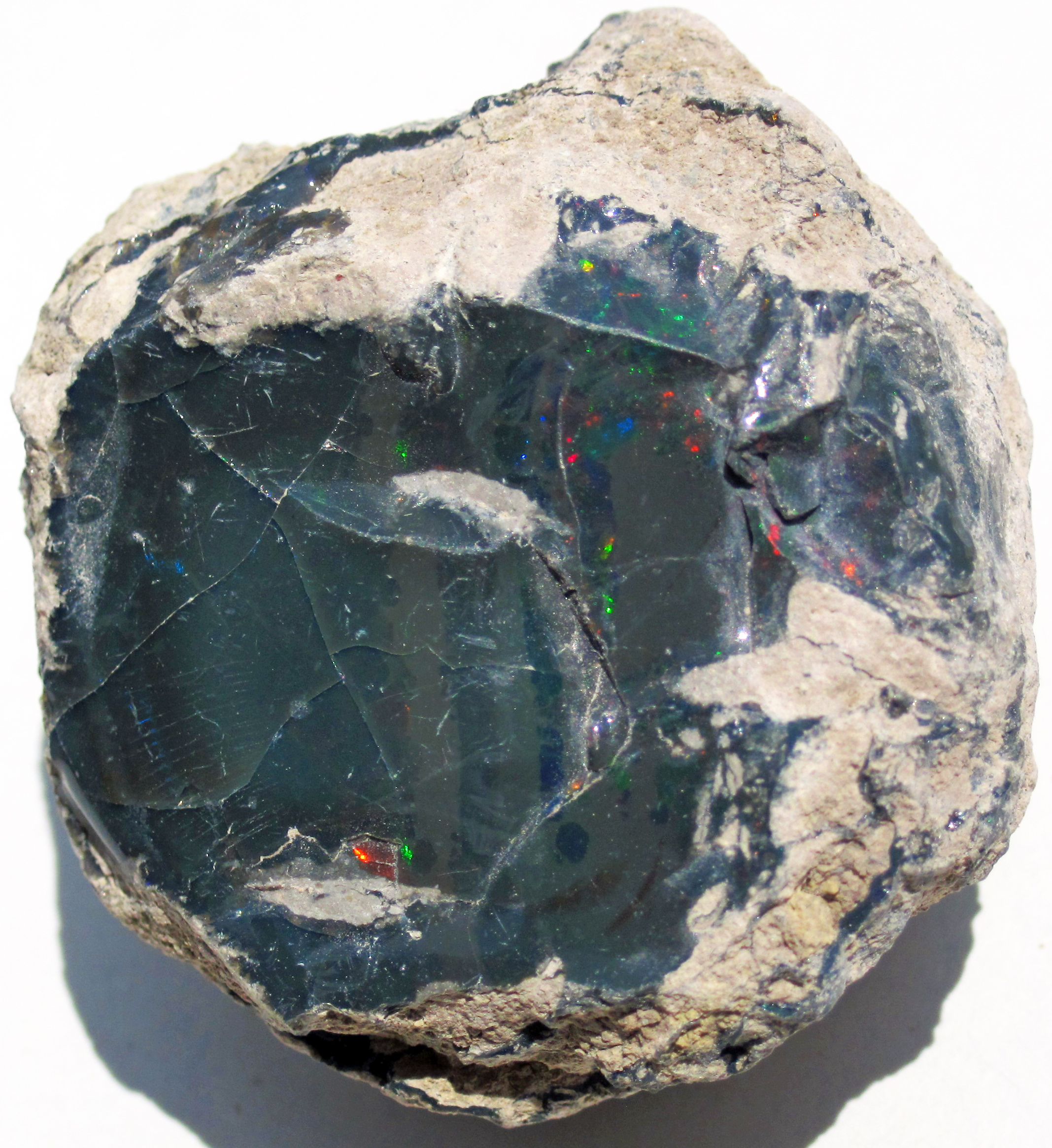
Exemple d'opale d'Éthiopie.

Un accident survient dans une mine en Éthiopie. Le mouvement de terrain met à nu une opale de grande valeur. À New York, Howard Ratner gère une bijouterie et se livre aussi à différentes affaires. Il entretient une liaison avec sa très belle et jeune employée Julia, installée dans un appartement qu'il possède en ville, tout en vivant dans une maison à Long Island avec sa femme Dinah, avec qui il est en instance de divorce, et leurs enfants.
Howard doit 100 000 dollars à son beau-frère Arno, qui lui envoie deux hommes de main pour réclamer avec insistance le paiement de sa dette. Howard indique qu'il est sur le point de réussir le plus beau coup de sa vie.
En effet, alors que le grand basketteur Kevin Garnett, amateur de pierres précieuses, se trouve dans sa boutique, Howard reçoit un paquet contenant l'opale découverte en Éthiopie, cachée dans les entrailles d'un poisson. Howard montre l'opale à Garnett en lui expliquant qu'elle a été découverte par des Juifs éthiopiens et qu'il compte la soumettre à une vente aux enchères. Sur l'insistance du basketteur, qui croit que la pierre peut lui porter chance, Howard accepte de lui prêter la pierre pour une journée en prenant en échange une bague.
Howard met immédiatement la bague en gage, puis il va voir un bookmaker et joue la somme obtenue sur un match que doit jouer Garnett le soir même. Le basketteur, galvanisé par la pierre, réalise ce soir-là une grande performance et Howard jubile, car son pari réussi doit lui rapporter assez d'argent pour rembourser Arno. Il retrouve sa maîtresse dans leur appartement.
Le lendemain matin, Garnett, toujours obsédé par la pierre, ne vient pas la ramener à Howard, qui se retrouve désespéré car il doit la confier aux organisateurs de la vente aux enchères. Demany, l'intermédiaire qui a fait venir Garnett, l'emmène à Philadelphie où s'entraîne le basketteur, mais Howard ne parvient pas à voir Garnett.
Dans la soirée, la fille de Howard participe à un spectacle théâtral, auquel assistent ses parents. Howard doit s'éclipser tout de suite en apercevant Arno et ses hommes de main. Il les retrouve dehors et apprend d'eux que son pari a été annulé par Arno auprès du bookmaker avant le début du match. Les hommes de main déshabillent Howard et l'enferment dans le coffre de sa propre voiture. Howard appelle sa femme au téléphone afin qu'elle vienne le délivrer. Il assiste à la fin du spectacle en survêtement.
Plus tard dans la soirée, alors que Howard est revenu chez lui avec sa famille, Demany lui dit au  téléphone qu'il peut lui apporter la pierre. Ils se retrouvent dans une boîte de nuit où le spectacle est assuré par le chanteur The Weeknd. Or Demany n'a pas la pierre et repousse Howard, qui trouve en outre sa maîtresse Julia enfermée dans les toilettes avec le chanteur. Julia  affirme qu'elle cherchait seulement à conclure une affaire, mais Howard part en exigeant qu'elle quitte l'appartement.
Le lendemain, Garnett revient à la boutique et ramène la pierre. Il demande à récupérer sa bague, mais Howard l'a oubliée chez le prêteur sur gage. Howard promet de la lui ramener, tout en conservant la pierre qu'il amène aux organisateurs de la vente, prévue le lundi suivant.
Le soir, c'est la fête juive de Pessah, à laquelle participe Howard avec toute sa famille, y compris Arno qui est la seule personne non juive. Howard confie à son beau-père, devant Arno, qu'il va vendre aux enchères une opale estimée à un million de dollars. Il tente également de renouer avec sa femme, en lui indiquant qu'il a rompu avec sa maîtresse, mais elle le méprise. Pendant ce temps, Garnett joue un match mais, séparé de l'opale, réalise une très mauvaise performance. En ramenant sa famille à la maison, Howard passe par l'appartement en ville et constate, un peu surpris, que Julia l'a bien quitté comme il le lui avait demandé.
Howard sort la bague du gage le lundi, en laissant en échange une autre bague qu'il possède depuis longtemps. Il la rend à Garnett. En arrivant à la salle de ventes, il constate que la pierre n'est estimée, dans le livret de présentation, qu'à un montant de 200 000 dollars environ, et non un million comme il le pensait. Il convainc son beau-père de faire monter les enchères afin de parvenir à un niveau de 250 000 dollars au moins, sachant que Garnett va essayer de l'acquérir. Mais Garnett arrête de renchérir lorsque le beau-père lève la main au prix de 190 000 dollars. Howard promet à son beau-père de lui rendre l'argent dès qu'il l'aura reçu sur son compte, y compris 20 % de commission.
Il récupère la pierre et retrouve Garnett au magasin afin de la lui vendre, cette fois directement. Garnett lui apporte le paiement sous forme d'argent liquide dans son bureau, alors même qu'Arno et ses hommes de main se trouvent dans la boutique. Alors qu'il pourrait rembourser sa dette à Arno, Howard décide une nouvelle fois de tenter le tout pour le tout : il confie l'argent à Julia, qui est sincèrement amoureuse de lui et prête à tout pour l'aider, et l'envoie par hélicoptère dans un casino où elle doit jouer la totalité sur les performances de Garnet dans un match ayant lieu le soir même. Il s'arrange également pour qu'Arno et ses hommes de main restent bloqués dans le sas de sécurité de la boutique.
Plusieurs heures plus tard, Howard regarde le match dans la boutique, devant les trois hommes toujours enfermés dans le sas. Garnett est une nouvelle fois galvanisé par la possession de la pierre. Si le suspense reste entier jusqu'à la fin du match, le basketteur parvient dans les dernières secondes à marquer les points qui permettent à Howard de remporter son pari. Howard est désormais millionnaire : il restera riche même après avoir remboursé toutes ses dettes. Il libère alors Arno et ses hommes de main, tandis que Julia quitte le casino avec l'argent gagné en suivant les instructions de Howard.
Arno est stupéfait et admiratif devant la réussite inattendue de son beau-frère, mais l'un des hommes de main est furieux d'avoir été enfermé et abat Howard, puis Arno lui-même, avec son revolver. Avec l'aide de son camarade, il emporte tous les bijoux exposés.

## Fiche technique
Sauf indication contraire, les informations mentionnées dans cette section peuvent être confirmées par la base de données cinématographiques IMDb,  présente dans la section « Liens externes ».
- Titre original : Uncut Gems
- Réalisation : Joshua et Ben Safdie
- Scénario : Ronald Bronstein, Joshua Safdie et Ben Safdie
- Musique : Oneohtrix Point Never
- Décors : Sam Lisenco
- Direction artistique : Eric Dean
- Costumes : Miyako Bellizzi
- Photographie : Darius Khondji
- Montage : Ronald Bronstein, Ben Safdie
- Production : Sebastian Bear-McClard, Oscar Boyson et Scott Rudin
  - Production déléguée : Anthony Katagas, David Koplan, Martin Scorsese et Emma Tillinger Koskoff
- Sociétés de production : A24 Films, IAC et Elara Pictures
- Sociétés de distribution : Netflix (monde), A24 (États-Unis)
- Budget : 19 millions de dollars
- Pays d'origine :  États-Unis
- Langue originale : Anglais
- Format : Couleur
- Genre : Thriller
- Dates de sortie :
  - États-Unis : 30 août 2019 (Festival du film de Telluride) ; 13 décembre 2019 (sortie limitée)
  - Monde : 31 janvier 2020 (sur Netflix)

## Distribution
- Adam Sandler (VF : Serge Faliu) : Howard Ratner
- Eric Bogosian (VF : Mathieu Buscatto) : Arno
- Lakeith Stanfield (VF : Eilias Changuel) : Demany
- Idina Menzel (VF : Barbara Beretta) : Dinah
- Judd Hirsch (VF : Patrick Messe) : Gooey
- Julia Fox (VF : Ingrid Donnadieu) : Julia
- The Weeknd (VF : Jean-Michel Vaubien) : lui-même
- Kevin Garnett (VF : Daniel Njo Lobé) : lui-même
- Keith Williams Richards (VF : Hervé Bellon) : Phil
- Tommy Kominik : Nico
- Pom Klementieff : Lexus
- Robbie DeRaffele : 76er
- Mike Francesa : Anthony
- Hannah Kelsy
- Anthony Mecca : Michael
- Paul Tawczynski : Josh
- Sahar Bibiyan : Ida
- Lana Levitin (VF : Frédérique Cantrel) : Ruth
- Blaise Corrigan : un chauffeur de taxi
- Wayne Diamond (en)
- Cash Out : lui-même
- Trinidad James : lui-même (caméo)

Version française
- Studio de doublage : Dubbing Brothers
- Direction artistique : Déborah Perret

## Production

### Attribution des rôles
Jonah Hill devait tenir le rôle principal mais décline l'offre pour conflit d'emploi du temps. Il est remplacé par Adam Sandler.

## Accueil critique
Le film reçoit de bonnes critiques de la part de la presse, Allociné proposant une moyenne de 4,3/5 sur 15 titres de presse collectés.
Libération a beaucoup aimé le film : « Thriller épileptique envoyant tout bouler sur son passage, le film des frères Safdie est magistral dans ce qu'il décrit de l’argent-roi sans le juger ».
Pour les Cahiers du Cinéma, Uncut Gems constitue « la synthèse parfaite d’une œuvre ».
L'Obs a trouvé le film très divertissant : « Passons sur les quelques tics frimeurs de la mise en scène : digne héritier du cinéma urbain des années 1970, ce bad trip électrique sur l'addiction d’un pauvre type, dans un Manhattan encore grouillant et hétéroclite (l’action se passe en 2012), vaut bien mieux que Joker ».

## Distinctions
| Prix                                            | Date de la cérémonie | Catégorie                                                       | Destinataire(s)                                 | Résultat   |
| ----------------------------------------------- | -------------------- | --------------------------------------------------------------- | ----------------------------------------------- | ---------- |
| Casting Society of America                      | 30 janvier 2020      | Long métrage à gros budget – Comédie                            | Francine Maisler                                | ❌         |
| Critics' Choice Movie Awards                    | 12 janvier 2020      | Meilleur film                                                   | Uncut Gems                                      | ❌         |
| Critics' Choice Movie Awards                    | 12 janvier 2020      | Meilleur réalisateur                                            | Benny Safdie et Josh Safdie                     | ❌         |
| Critics' Choice Movie Awards                    | 12 janvier 2020      | Meilleur acteur                                                 | Adam Sandler                                    | ❌         |
| Critics' Choice Movie Awards                    | 12 janvier 2020      | Meilleur montage                                                | Ronald Bronstein et Benny Safdie                | ❌         |
| Detroit Film Critics Society                    | 9 décembre 2019      | Meilleur acteur                                                 | Adam Sandler                                    | ❌         |
| Detroit Film Critics Society                    | 9 décembre 2019      | Meilleure utilisation de la musique                             | Uncut Gems                                      | ❌         |
| Florida Film Critics Circle                     | 23 décembre 2019     | Meilleur scénario original                                      | Ronald Bronstein, Benny Safdie et Josh Safdie   | Gagné      |
| Florida Film Critics Circle                     | 23 décembre 2019     | Meilleur score                                                  | Daniel Lopatin                                  | Gagné      |
| Golden Raspberry Awards                         | 16 mars 2020         | Le Prix du Rédempteur Razzie                                    | Adam Sandler                                    | ❌         |
| Gotham Awards                                   | 8 février 2020       | Meilleur long métrage                                           | Scott Rudin, Eli Bush et Sebastian Bear-McClard | ❌         |
| Gotham Awards                                   | 8 février 2020       | Meilleur réalisateur                                            | Benny Safdie et Josh Safdie                     | Gagné      |
| Gotham Awards                                   | 8 février 2020       | Meilleur acteur masculin                                        | Adam Sandler                                    | Gagné      |
| Gotham Awards                                   | 8 février 2020       | Meilleur scénario                                               | Ronald Bronstein, Benny Safdie et Josh Safdie   | ❌         |
| Gotham Awards                                   | 8 février 2020       | Meilleur montage                                                | Ronald Bronstein et Benny Safdie                | Gagné      |
| Prix de la Los Angeles Film Critics Association | 8 décembre 2019      | Meilleur montage                                                | Ronald Bronstein et Benny Safdie                | F          |
| National Board of Review                        | 8 janvier 2020       | Meilleur acteur                                                 | Adam Sandler                                    | Gagné      |
| National Board of Review                        | 8 janvier 2020       | Meilleur scénario original                                      | Ronald Bronstein, Benny Safdie et Josh Safdie   | Gagné      |
| National Board of Review                        | 8 janvier 2020       | Top Ten Films                                                   | Uncut Gems                                      | Gagné      |
| New York Film Critics Circle                    | 7 janvier 2020       | Meilleur réalisateur                                            | Benny Safdie et Josh Safdie                     | Gagné      |
| San Diego Film Critics Society                  | 9 décembre 2019      | Meilleur acteur                                                 | Adam Sandler                                    | ❌         |
| San Diego Film Critics Society                  | 9 décembre 2019      | Meilleur réalisateur                                            | Benny Safdie et Josh Safdie                     | Gagné      |
| San Diego Film Critics Society                  | 9 décembre 2019      | Meilleur scénario original                                      | Benny Safdie et Josh Safdie                     | F          |
| San Diego Film Critics Society                  | 9 décembre 2019      | Meilleur montage                                                | Ronald Bronstein et Benny Safdie                | F          |
| Satellite Awards                                | 19 décembre 2019     | Meilleur film – comédie ou comédie musicale                     | Uncut Gems                                      | ❌         |
| Satellite Awards                                | 19 décembre 2019     | Meilleur acteur - Comédie cinématographique ou comédie musicale | Adam Sandler                                    | ❌         |
| Saturn Awards                                   | 2021                 | Meilleur thriller                                               | Uncut Gems                                      | En attente |
| Société des critiques de films de Seattle       | 19 décembre 2019     | Meilleure image                                                 | Uncut Gems                                      | ❌         |
| Société des critiques de films de Seattle       | 19 décembre 2019     | Meilleur réalisateur                                            | Benny Safdie et Josh Safdie                     | ❌         |
| Société des critiques de films de Seattle       | 19 décembre 2019     | Meilleur acteur                                                 | Adam Sandler                                    | ❌         |
| Société des critiques de films de Seattle       | 19 décembre 2019     | Meilleur montage de film                                        | Ronald Bronstein et Benny Safdie                | Gagné      |
| Société des critiques de films de Seattle       | 19 décembre 2019     | Meilleur score                                                  | Daniel Lopatin                                  | Gagné      |
| St. Louis Film Critics Association              | 15 décembre 2019     | Meilleur acteur                                                 | Adam Sandler                                    | Gagné      |